# Teatro grande (Pompeya)
El Teatro grande es un teatro de época romana, sepultado por la erupción del Vesubio en el año 79 y descubierto durante las excavaciones arqueológicas realizadas en la antigua Pompeya. En su interior se representaban comedias, tragedias, mimos y pantomimas, además de atelanas, acompañados de danza y música. El edificio está situado al sur de la ciudad, próximo a la Via Stabiana y a la puerta homónima, en la Regio VIII, Insula 7, manzanas 20, 21, 27 y 30.

## Historia
El Teatro grande fue edificado durante la época samnita, aunque fue totalmente reconstruido en el siglo II a. C., y posteriormente restaurado varias veces. En torno a 80 a. C., se efectuaron diversos trabajos coetáneos a la construcción del Teatro pequeño, principalmente en la zona de la cávea, que fue ampliada unos diez metros. En la época de Augusto se realizó una reestructuración total, gracias a las subvenciones de la gens Holconia, una de las familias más importantes de Pompeya, dedicada al cultivo de la vid. Este evento se recuerda en un epígrafe que indica:

«M.M. Holconii Rufus et Celer criptam, tribunalia, theatrum sua pecunia»
«Marco Holconio Rufo y Marco Holconio Celer reconstruyeron con sus propias expensas el paso subterráneo cubierto, los palcos y todo el graderío»

Los nombres de los benefactores permitieron datar con precisión la fecha de la restauración, probablemente en torno a 2 o 3 a. C. En estos años Marco Holconio Rufo era duoviro de Pompeya, por lo cual se le dedicó una escultura además de un bisellium o lugar reservado en el teatro. La rehabilitación fue encomendada a un liberto llamado Marco Artorio Primo. De hecho, entre los romanos era costumbre encargar los trabajos manuales a dichas clases sociales, ya que no se consideraban como actividades dignas de un hombre libre. Tras el terremoto de Pompeya de 62 la estructura quedó parcialmente dañada, motivo por el cual la escena debió ser totalmente reconstruida.
En el año 79, el teatro fue sepultado por la erupción volcánica del Vesubio bajo una capa de cenizas y lapilli, al igual que el resto de la ciudad. A partir de 1748, la dinastía borbónica ordenó el inicio de las excavaciones arqueológicas. En 1763 se iniciaron las investigaciones sistemáticas en la zona del Teatro grande. Actualmente, tras una rigurosa restauración, el edificio se utiliza en los meses de verano para representaciones teatrales y conciertos.

## Descripción

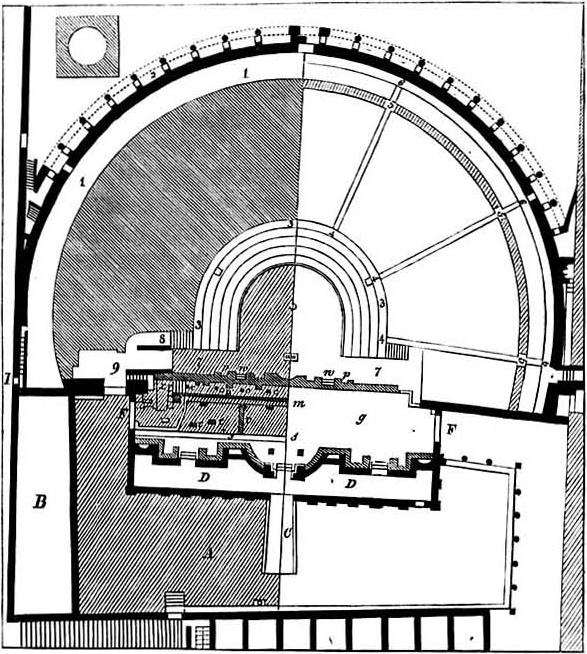
Planta del Teatro grande de Pompeya, ilustración de 1870.

El Teatro grande posee unas características claramente helenísticas. Se construyó en la ladera de una colina, utilizando su pendiente para formar el graderío, una disposición típica de los teatros griegos. Por ello, sus vistas recaían sobre una espléndida panorámica, dominada por el valle del Sarno y por los montes Lattari. Asimismo, se ubicó cerca del templo dórico, es decir, cerca de un área sagrada, un rasgo habitual de la arquitectura griega. Además, su planta tiene una forma ultrasemicircular o de herradura, diferenciándose del modelo tradicional romano, con forma de hemiciclo o semicírculo. 
El teatro se construyó íntegramente en opus incertum. La cávea o zona reservada al público podía acoger unos 5000 espectadores y estaba dividida en tres partes: la ima cavea, revestida de mármol, que estaba reservada a los decuriones y a los ciudadanos importantes; la media cavea, la más amplia y con mejores vistas del espectáculo, que se asignaba a los gremios, y la summa cavea, destinada a la plebe. A su vez, tanto la media como la summa cavea se dividían transversalmente en cinco sectores mediante escaleras de acceso. De la summa cavea solo se conserva un pequeño tramo, puesto que se derrumbó durante el terremoto del 62. El teatro también tenía un graderío superior que se apoyaba sobre una galería corrida anular realizada con bóveda de cañón, así como otras gradas encima de los párodos, ambos realizados en época augusta. Esta característica era inusual, puesto que los párodos habitualmente estaban descubiertos, y por tanto el graderío se debió haber añadido posteriormente. La parte dedicada al público se completaba con unos palcos llamados tribunalia, reservados a los invitados de honor, que disfrutaban de las mejores vistas hacia el escenario.

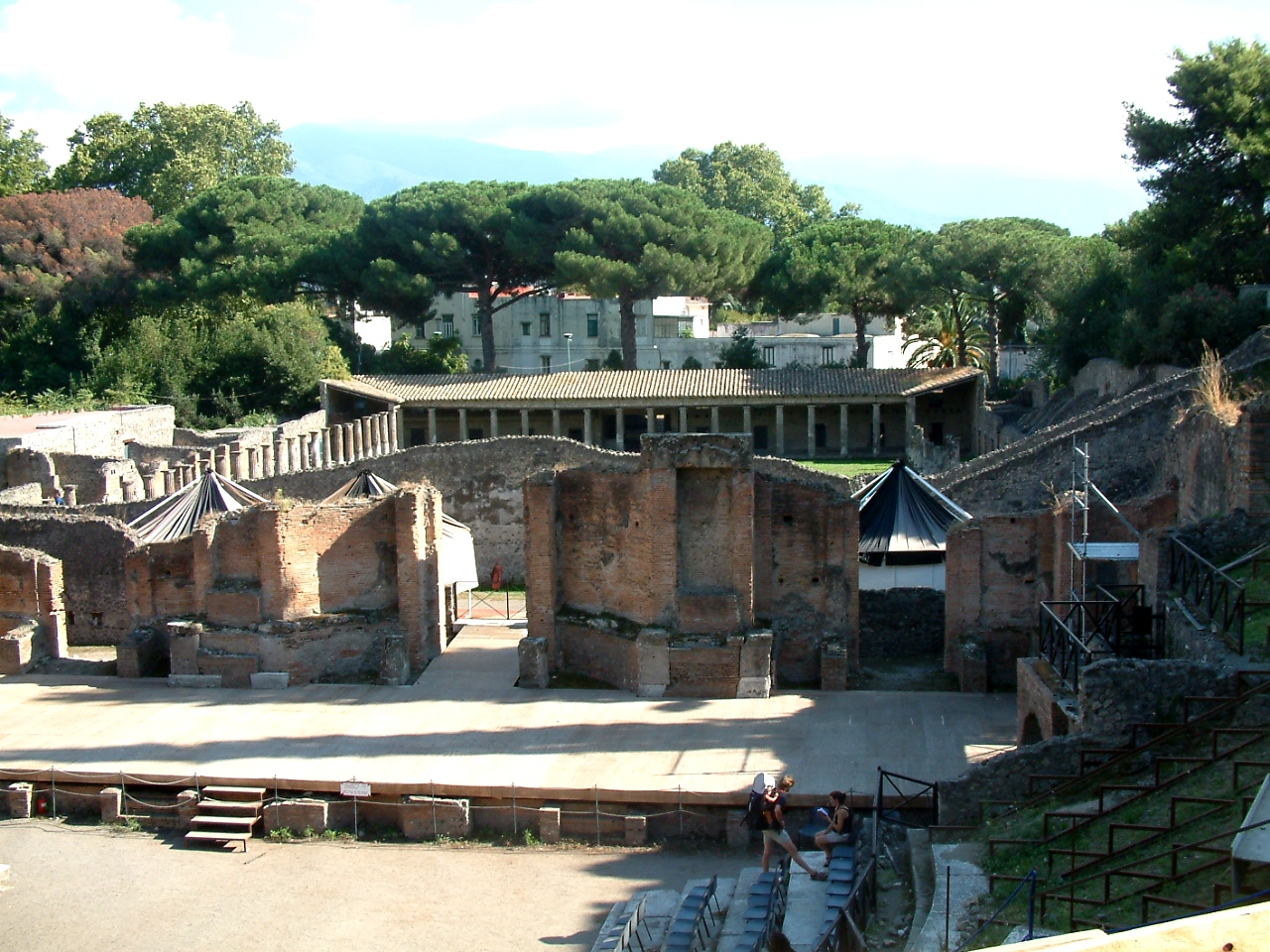
Vista del escenario del Teatro grande

Los dos párodos cubiertos desembocaban en la zona de la orquesta. El que estaba emplazado al oeste conducía, por el otro extremo, a un gran pórtico cuadrado situado detrás del escenario, denominado el Cuadripórtico o Casa de los gladiadores, puesto que en los últimos años de la ciudad se destinó a hospedar a los gladiadores y a sus familias. Desde este pórtico se podía acceder al vecino Foro triangular mediante una escalera. En la entrada al párodos se encontró una cabeza masculina de la época silana. Al párodos del este se accedía por la Via Stabiana y conducía al mismo patio porticado. Ambas galerías se construyeron en opus incertum.
El escenario, realizado en opus latericium, tenía un metro y medio de altura y disponía de dos escalerillas para que los actores accediesen a la escena. En los laterales se ubicaban unos nichos donde se situaban los encargados del orden público. El frente de escena, cubierto por un telón que subía y bajaba, tenía tres puertas y dos plantas imitando a un palacio, todo ello decorado con numerosos mármoles y estatuas. Al lado del palco había un pequeño vestidor que se utilizaba también como acceso al pórtico. Toda la zona del teatro estaba ornamentada con fuentes y ninfeos, que fueron encontrados durante las excavaciones. El hallazgo asimismo de varios bloques perforados indica que en los meses más calurosos toda la estructura se cubría con un velario accionado mediante cuerdas y poleas. Durante las pausas de las representaciones el público se reunía en el Cuadripórtico.

## Galería de imágenes

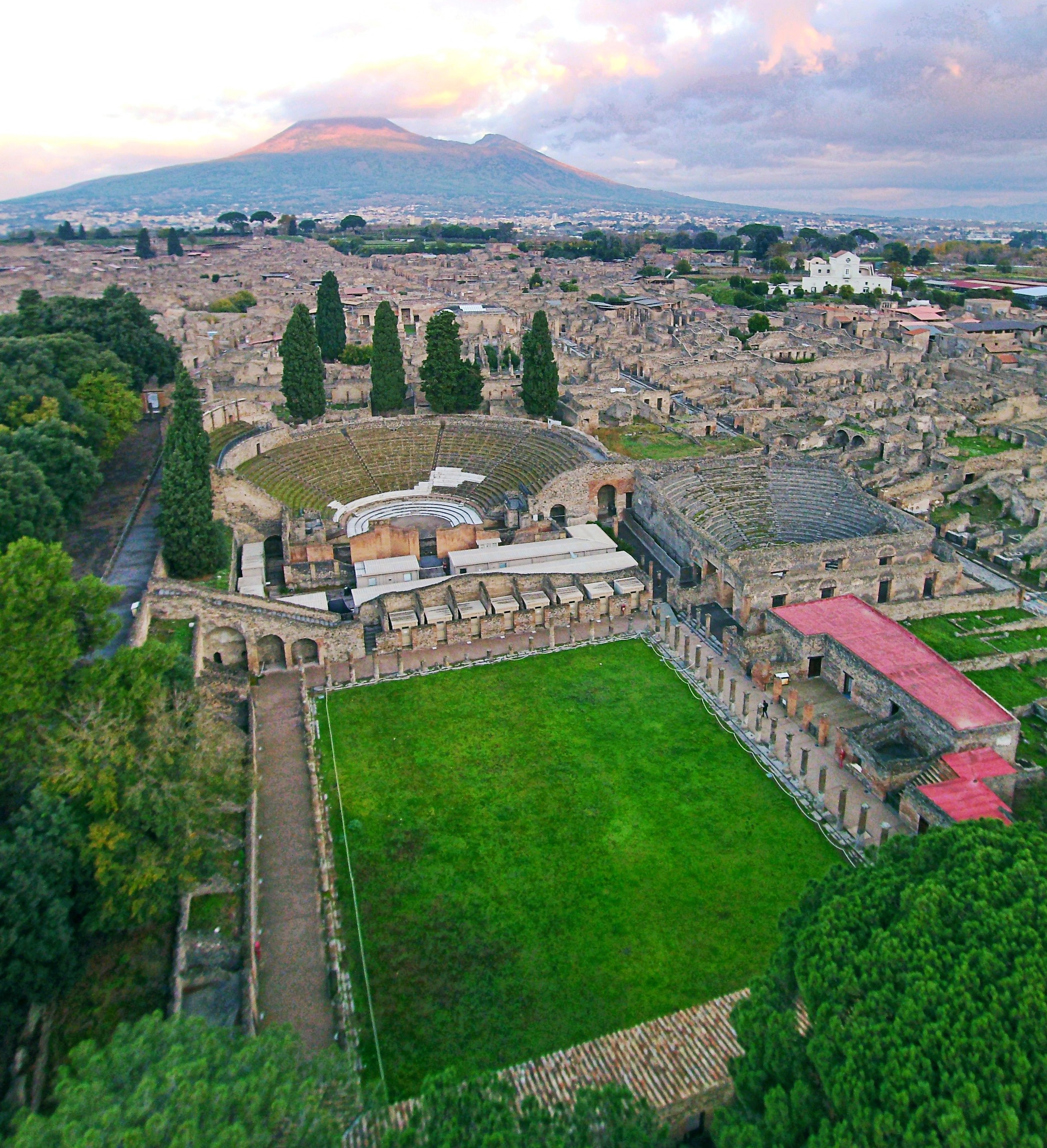
Vista aérea de los dos teatros de Pompeya, el cuadripórtico en primer plano y el Vesubio al fondo.
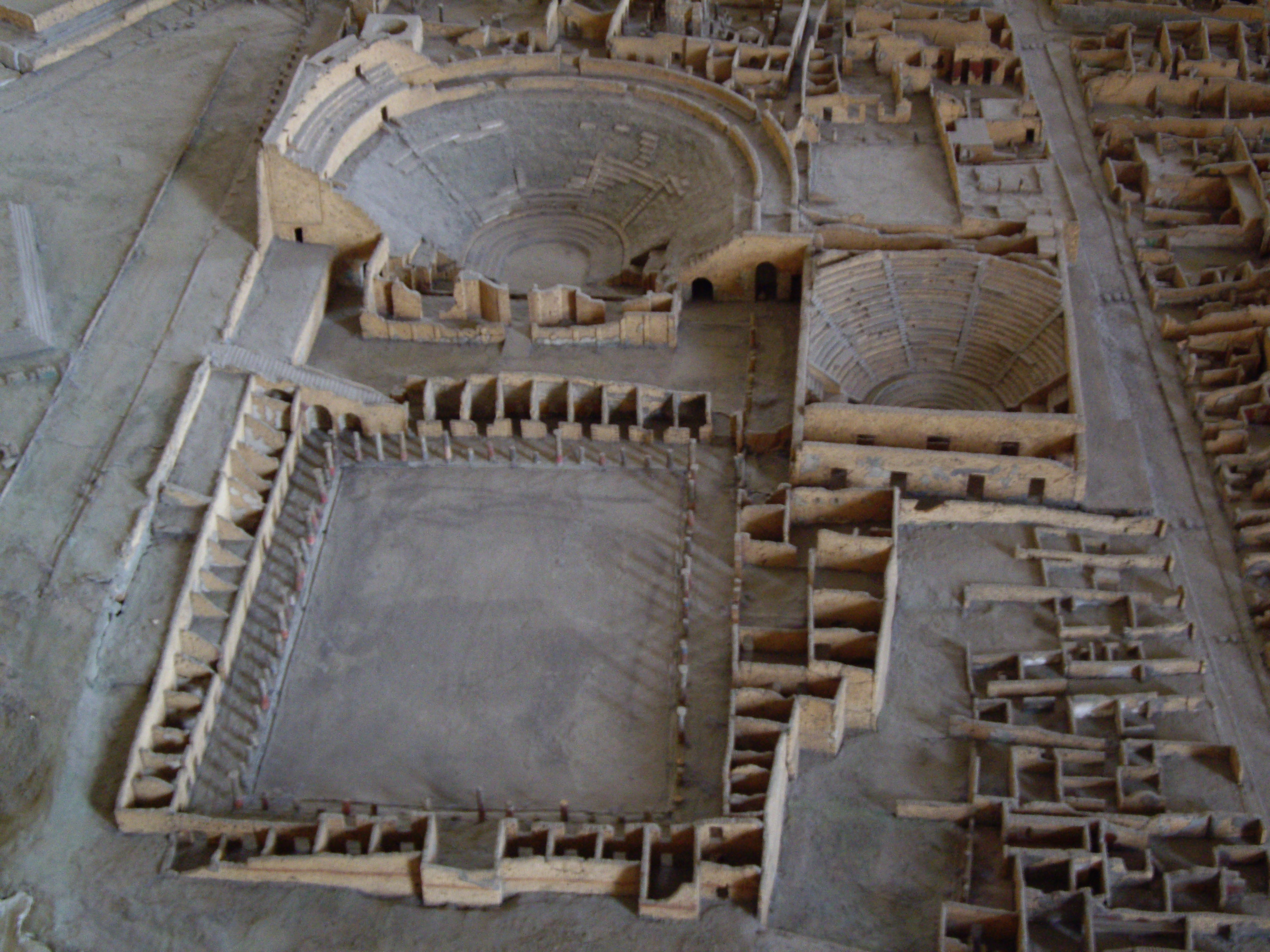
Maqueta de los dos teatros y el cuadripórtico. Museo Arqueológico Nacional de Nápoles.
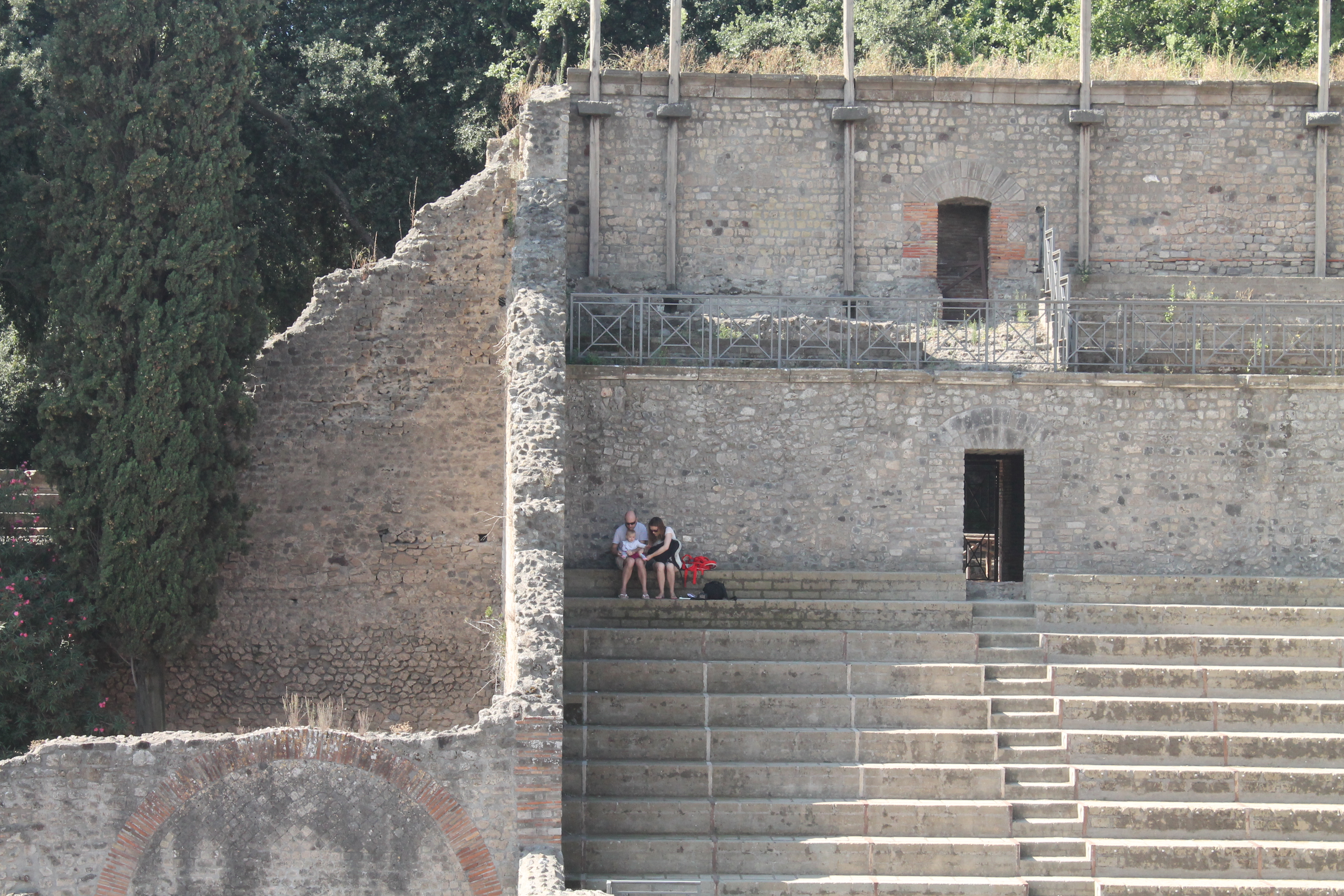
Vista de la parte superior del graderío o summa cavea.
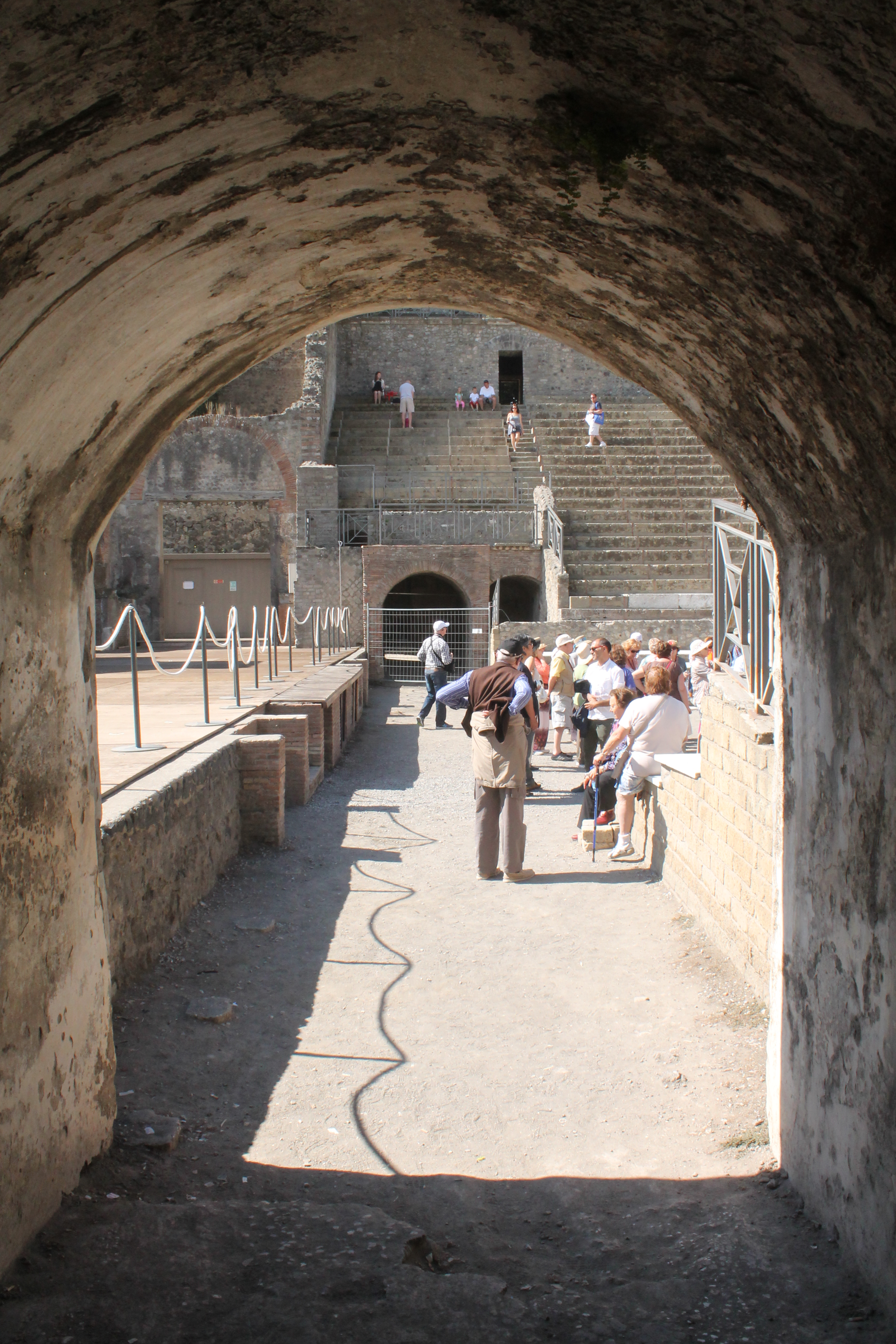
Corredor lateral o párodos.
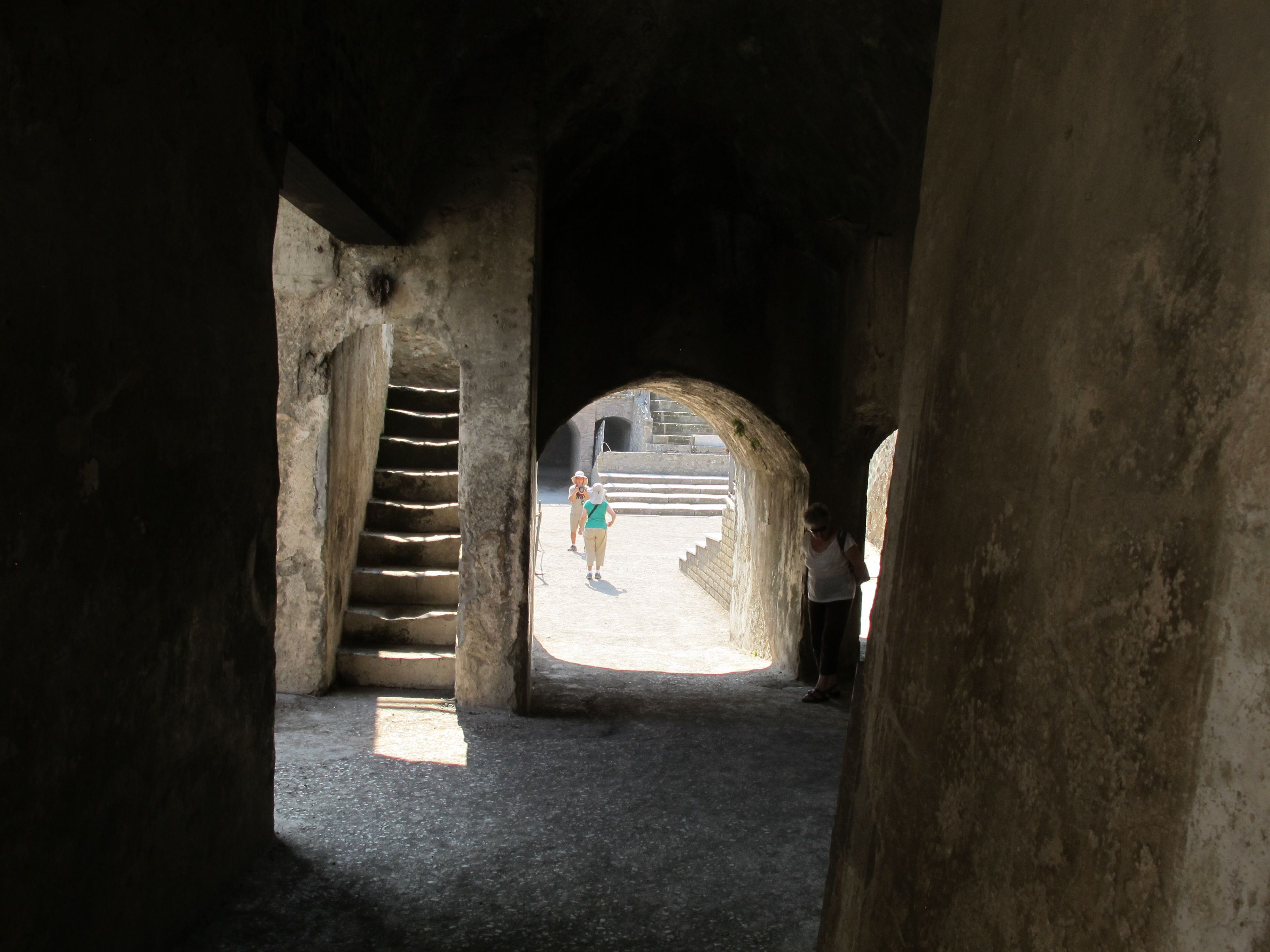
Detalle del párodos y escalera de acceso al escenario.
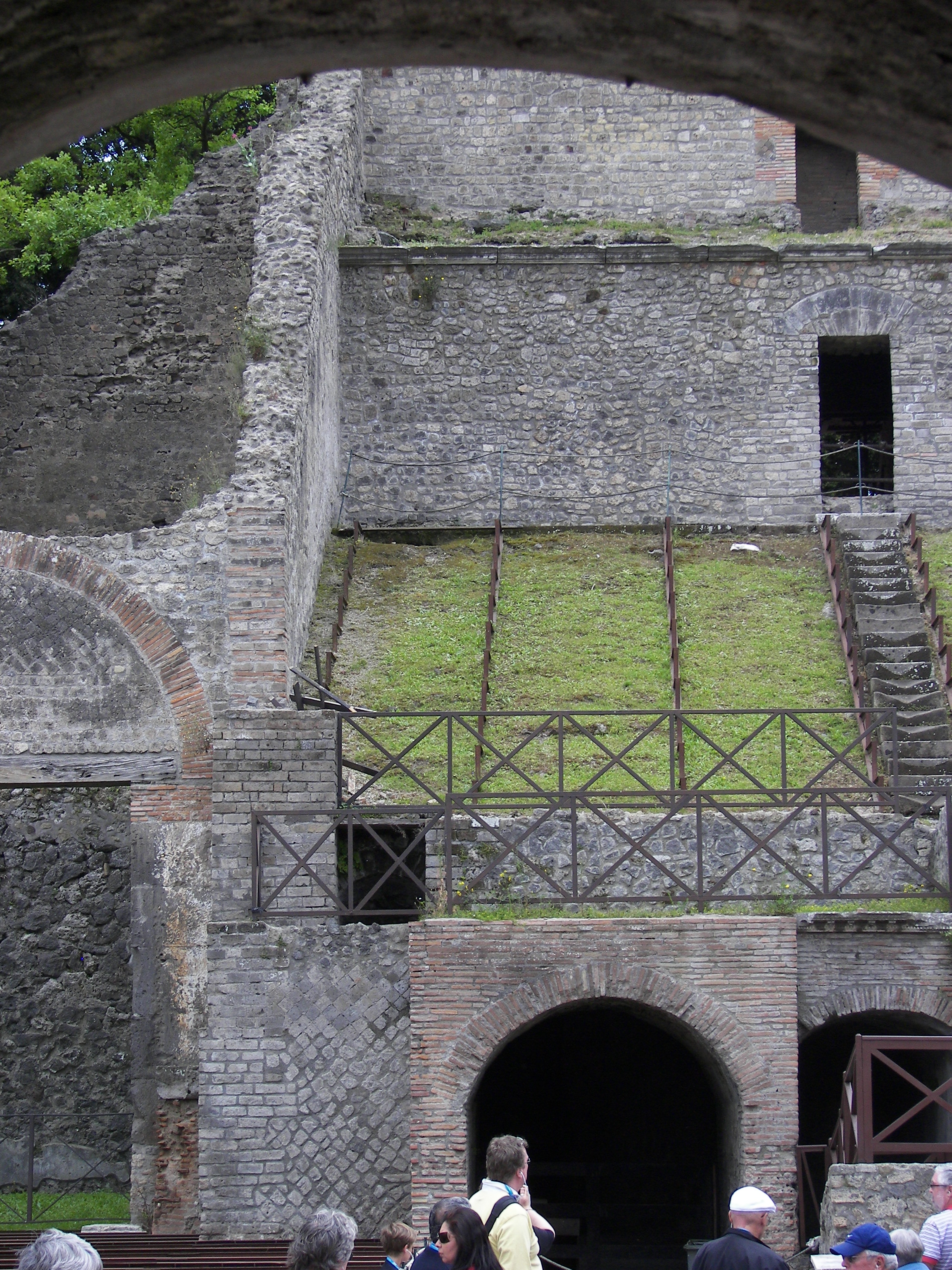
Detalle del párodos de entrada, con el graderío superior.
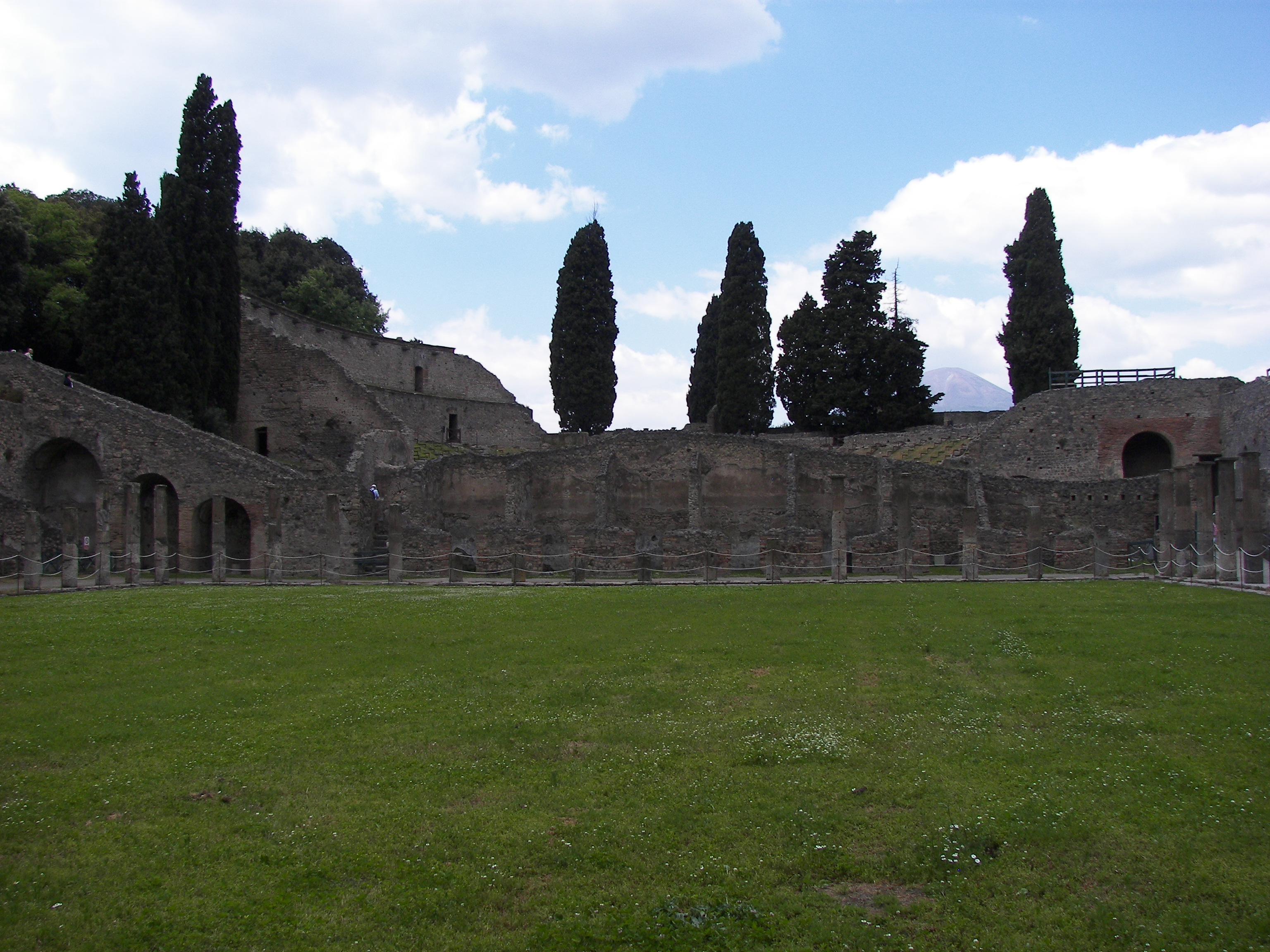
Casa de los gladiadores.